# LEGO Rock Band
Lego Rock Band er et musik-computerspil fra 2009, en del af Rock Band serien, og er udviklet af Harmonix Music Systems, inkluderer også elementer fra andre Lego computerspil udviklet af Traveller's Tales. Spillet er udgivet af Warner Bros. Interactive Entertainment og MTV Games d. 3. november på Xbox 360, PlayStation 3 og Wii spillekonsollerne. Desuden er der også blevet udviklet en version til Nintendo DS i samarbejde med Backbone Entertainment.